# Angarotipula parrioides
Angarotipula parrioides är en tvåvingeart som först beskrevs av Alexander 1919.  Angarotipula parrioides ingår i släktet Angarotipula och familjen storharkrankar. Inga underarter finns listade i Catalogue of Life.